# Kertes-Kollmann Jenő
Kertes-Kollmann Jenő (Budapest, 1904 – Szekszárd, 1974. január 5.) Grafikus-, festő- és zománctervező iparművész.

## Családja
Szülei Kollmann József (sz. Pinkamindszent, mh. Pesthidegkút) és Róth Katalin (sz. Baja, mh. Pesthidegkút).

## Iskolai tanulmányai
A budapesti (jelenlegi VIII. kerületi) Práter utcai községi népiskolában, majd az ún. Iparrajziskolában (a mai IX. kerületi Képző- és iparművészeti) tanult. 1919-ben az ún. Proletár Képzőműhelyben folytatta képzőművészi tanulmányait.

## Pályafutása
Grafikusként először a GLOBUS Rt. alkalmazta. 1927-től nyugdíjba vonulásáig (1967) és még további két évig Bonyhádon az ottani, a Perczel család által alapított zománcgyár alkalmazásában állt tervező grafikusként, iparművészként. Bonyhád soknemzetiségű és vallású közösségének igen népszerű és igen aktív polgáraként, a kisváros színes kulturális életének támogatójaként szinte minden helyi közösségi rendezvényhez grafikai alkotásokkal (képes meghívók, nagy méretű plakátok, színházi előadások díszletei stb.) járult hozzá.
A  II. világháború kitöréséig, majd az azt követő német megszállásig a városka nevesebb polgárainak felkérésére nagyszámú kisgrafikai alkotást, azaz ex librist, könyvjegyet készített. Ezek közül jelentős számú ma bel- és külföldi gyűjteményekben (Országos Széchényi Könyvtár, Dán Királyi Könyvtár), valamint magyar és külföldi ex libris gyűjtők tulajdonában van.